# (11858) Devinpoland
(11858) Devinpoland, désignation provisoire 1988 RC11, est un astéroïde de la ceinture principale découvert en 1988.

## Description
(11858) Devinpoland a été découvert le 14 septembre 1988 à l'observatoire interaméricain du Cerro Tololo, un observatoire astronomique professionnel situé dans le désert d'Atacama, au Nord du Chili, par Schelte J. Bus.

### Caractéristiques orbitales
L'orbite de cet astéroïde est caractérisée par un demi-grand axe de 3,15 UA, un périhélie de 2,64 UA, une excentricité de 0,16 et une inclinaison de 2,17° par rapport à l'écliptique. Du fait de ces caractéristiques, à savoir un demi-grand axe compris entre 2 et 3,2 UA et un périhélie supérieur à 1,666 UA, il est classé, selon la JPL Small-Body Database, comme objet de la ceinture principale.

### Caractéristiques physiques
(11858) Devinpoland a une magnitude absolue (H) de 13,4 et un albédo estimé à 0,284.

## Étymologie
Cet astéroïde est nommé en l'honneur de Devin Patrick Poland (1986-).